# Lijst van personages uit Xena: Warrior Princess
Dit is een lijst van de belangrijkste  personages, die in de serie Xena: Warrior Princess voorkomen. Deze kunnen grofweg ingedeeld worden in vier categorieën: goden, halfgoden, mythologische dieren en stervelingen.
Het is geen alomvattende lijst van alle of van alle veelvoorkomende personages in de serie. Een enkel personage komt in een of twee afleveringen voor maar is toch interessant genoeg voor vermelding.

## Mythologische figuren
Naamgenoten van bekende figuren in de mythologie of geschiedenis  gedragen zich soms anders dan hun naamgevers of hebben een (heel) andere rol.

### Goden
- Ares (gespeeld door Kevin Smith), de Griekse god van de oorlog, deed zich voor als vader van Xena[1] en sliep met de moeder[2]. Al ontkent hij dit, hij laat zich af en toe ontglippen dat zij bovenmenselijke krachten heeft.[3]
- Aphrodite (zuster van Ares), de Griekse godin van de liefde.
- Hera ( hun moeder), vrouw van
- Zeus (hun vader),
- zijn dochter Artemis, Griekse godin van de jacht.
- Odin, de vader van de Noorse goden.
- Dahak
- Callisto, (gespeeld door Hudson Leick) als stervelinge geboren en pas na haar dood door het consumeren van  ambrozijn in het bezit geraakt van goddelijke krachten. Opnieuw dood in de hel terechtgekomen en later door tussenkomst van Xena opgenomen als engel in de hemel.

### Halfgoden
- Hercules (gespeeld door Kevin Sorbo), zoon van Zeus en Alcmene
- Bacchus (zoon van Zeus en een sterfelijke prinses)

### Mythologische dieren
- Harpijen bewaakten de ingang van het paleis van Hades.

### Stervelingen
- Xena (gespeeld door Lucy Lawless) - ex-krijgsvrouw die nu vecht voor het goede. Reist samen met Gabrielle.
- Gabrielle (gespeeld door Renee O'Connor) - een bard uit Potidaea en de 'beste vriendin' (mening verschillen hierover) van Xena.
- Joxer (gespeeld door Ted Raimi) is de tweede zoon van een krijgsheer en een muzikante.[4] Een kluns die verliefd wordt op Gabrielle, later met vagebonde Meg trouwt en vader wordt van Vergilius.
- Autolycus (gespeeld door Bruce Campbell) alias Koning der Dieven, ijdel, maar met het hart op de goede plaats.
- Amazones, zoals Ephiny (gespeeld door Danielle Cormack). Ook Gabrielle wordt even Amazone[5].
- Iolaus (gespeeld door Michael Hurst)
- Eli (gespeeld door Tim Omundson) – een genezer en religieus leider
- Lao Ma (gespeeld door Jacqueline Kim) – leermeester van Xena in Chin
- Callisto, afkomstig uit Cirra, heeft zich voorgenomen wraak te nemen nadat Xena en haar leger (lang geleden) haar dorp aan de vlammen overleverde. Wordt later godin.
- Caesar (gespeeld door Karl Urban) – legerleider van het Romeinse Rijk die Xena bedroog en kruisigde.
- Alti (gespeeld door Claire Stansfield) – verbannen sjamaan van de Amazones
- M'lila (gespeeld door Ebonie Smith) - een uit Egypte gevluchte Gallische slavin, die als verstekelinge op Xena's schip haar het gebruik van drukpunten leerde.[6]

## Andere ordening
Xena en Gabrielle maken vele vrienden en vijanden.

### Vrienden
- Joxer.
- Autolycus alias Koning der dieven.
- Amazone Ephiny.
- Hercules en Iolaus uit de moederserie.
- Eli.
- Lao Ma – Chinese beschermvrouwe van Xena.

### Vijanden
- Callisto wil wraak omdat Xena (lang geleden) haar dorp uitmoordde.
- Ares – God van de Oorlog.
- Julius Caesar
- Alti, verbannen sjamaan van de Amazones